# Муравское
Муравское (укр. Муравське) — поселок, Одноробовский сельский совет, Золочевский район, Харьковская область, Украина.
Код КОАТУУ — 6322684506. Население по переписи 2001 года составляет 5 (2/3 м/ж) человек.

## Географическое положение
Посёлок Муравское примыкает к селу Одноробовка. Рядом с селом проходит железная дорога, станция Муравский.
На расстоянии в 3 км от села проходит автомобильная дорога Т-2103.

## История
- 1910 — дата основания.

## Экономика
- Молочно-товарная и большая птице-товарная фермы.

## Объекты социальной сферы
- Стадион.